# Sân bay Dawei
Sân bay Dawei (IATA: TVY, ICAO: VYDW) là một sân bay tại Dawei, Myanmar. Sân bay này có một đường băng dài 2135 m bề mặt bê tông.

## Các hãng hàng không và các tuyến điểm

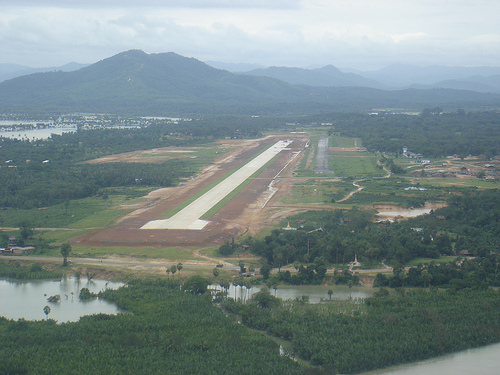
Sân bay Dawei

Hiện tại có các hãng hàng không sau hoạt động tại sân bay Dawei:
- Air Bagan (Kawthaung, Myeik, Yangon)
- Myanmar Airways (Maulmyine, Yangon)